# 野良猫ガッツ
Noranekogutsは、日本のツーピースロックバンド。

## メンバー
- 野良猫ガッツ（のらねこ がっつ）ギター・ボーカル
- ぽてと（のらねこ がっつ）ドラムス